# Паспорт ООН
Паспорт ООН (англ. UNLP или англ. United Nations Laissez-Passer) — является дипломатическим проездным документом, выдаваемый ООН в соответствии со статьей VII Конвенции о привилегиях и иммунитетах ООН от 13 февраля 1946 года, в своих представительствах в Нью-Йорке и Женеве и Международной Организацией Труда. UNLP выдается сотрудникам ООН и МОТ, а также сотрудникам других организаций: ВОЗ, МАГАТЭ, Всемирного банка, Международного валютного фонда, Организации по запрещению химического оружия, Всемирной торговой организации, Всемирной туристской организации. Паспорт написан на английском и французском языках.
UNLP может быть использован в качестве удостоверения личности (как национальный паспорт), но только на официальных миссиях Организации Объединённых наций. Так же, как и для паспорта отдельного государства, в некоторых странах можно не получать визу, при наличии паспорта ООН (такие, как Туркменистан, Кения, Великобритания, Ирландия, Германия, Люксембург, Ливан, и прочие), либо она может быть получена по немедленному запросу.
Большинство сотрудников международных организаций обладают голубым UNLP (до уровня D-1), который по правовому статусу является аналогом служебного паспорта. Особо высокие должностные лица обладают красным UNLP (уровень D-2 и выше), и, в зависимости от их статуса, они могут обладать определенными привилегиями, и, следовательно, красный UNLP похож (по правовому статусу) на дипломатический паспорт (о ООН, по международному праву).

## Содержимое
Главная страница содержит графически представленные сведения о владельце и машиночитаемую запись. Паспорт содержит:
- Фотография
- Тип документа
- Номер документа
- Фамилия
- Имя
- Профессия
- Дата рождения
- Пол
- Дата выдачи
- Дата окончания срока действия
- Кем выдан (Код города выдачи, например GVA для Женевы)
- Подпись (на противоположенной странице)

## e-UNLP
С 2012 года выдаются электронные UNLP, полностью соответствующие международным стандартам, установленным ИКАО. Они содержат в себе биометрическую информацию о владельце. Все e-UNLP выдаются на фиксированный пятилетний срок и независимо от срока истечения контракта с сотрудником. Срок действия e-UNLP не может содержать дополнительные сведения о визе и быть продлен.